# 阿尤斯·罗库提乌斯
阿尤斯·罗库提乌斯（英語：Aius Locutius）。古罗马神话神祇之一。为公元前4世纪前后高卢人入侵罗马城之守护神。其事迹反映于相关古典作家的著述，具有重大地宗教影响与历史意义。